# Werfen
Werfen (nemška izgovarjava: [ˈvərfɪn]; srednja bavarščina Werfm) je tržno mesto v okrožju St. Johann im Pongau, v avstrijski zvezni deželi Salzburg. Znan je predvsem po srednjeveškem gradu Hohenwerfen in ledeni jami Eisriesenwelt, največji tovrstni jami na svetu.

## Geografija
Werfen leži na severozahodu zgodovinske regije Pongau, približno 40 km južno od mesta Salzburg. Naselje je v dolini reke Salzach (tudi Salica) južno od prelaza Lueg, med Berchtesgadenskimi Alpami (Berchtesgadener Alpen) (Hagengebirge in masivom Hochkönig) na zahodu in gorovjem Tennen (Tennengebirge) na vzhodu. Železniška proga Salzburg-Tirolska (Giselabahn) in Turska avtocesta tečeta vzporedno z reko. Območje je znano kot tipična lokacija geološke Werfenske formacije, triasne kamnite plasti apneniških Alp.
Občino sestavljajo katastrske skupnosti (Katastralgemeinden) Reitsam, Scharten, Sulzau, Werfen Markt in Wimm.

## Zgodovina
Pomembne trgovske poti so šle skozi dolino Salzach že od antičnih časov, ko je bilo to območje del rimske province Noricum. Werven je bil prvič omenjen okoli leta 1140. Naselje je nastalo južno od gradu Hohenwerfen, ki je bil postavljen leta 1075 po naročilu salzburškega nadškofa Gebharda v času investiturne polemike z nemškim kraljem Henrikom IV.. Gre za enega najstarejših trgov v nekdanji salzburški nadškofiji, s tržnimi privilegiji je bil dokumentiran od leta 1425. Približno v istem času je bila ustanovljena bližnja župnija Pfarrwerfen, kot sosednje naselje Werfenweng na vzhodu.
Kot sedež lokalne uprave sta bila Werfen in grad močno napadena med nemško kmečko vojno leta 1525 / 26. Od leta 1675 naprej so bili v sojenju čarovnic v Zaubererjacklu obsojeni in usmrčeni številni ljudje v okolju tamkajšnje pobijalke Barbare Koller in njenega sina Jakoba. Werfen je bil leta 1731 pod vladavino kneza-nadškofa grofa Leopolda Antona von Firmiana tudi središče izgona salzburških protestantov. Konec 18. stoletja se je v Sulzauu razvilo veliko nahajališče limonita, ki je od leta 1770 postalo najpomembnejše središče železarstva (Konkordiahütte) v salzburški nadškofiji.
Z deželno sekularizacijo knezonadškofije je Werfen, v skladu z resolucijo dunajskega kongresa 1816, končno padel pod Avstrijsko cesarstvo. 
Železniška proga Salzburg-Tirolska od Salzburga do Wörgla je bila odprta leta 1875 s postajami v Sulzau, Tenneck in Werfen.
Samotna dolina Blühnbach nad vasjo Tenneck je mesto baročnega gradu Blühnbach, nekdanjega lovskega dvorca nadškofa Wolfa Dietricha Raitenaua, ki ga je leta 1908 umestil avstrijski nadvojvoda Franc Ferdinand. Po atentatu na nadvojvodo leta 1914 je rodbina Habsburško-Lotarinška grad prodala nemškim industrijskim magnatom Krupp. Rodbina Krupp je imela prostore do smrti Arndta von Bohlena in Halbacha leta 1986, danes so posesti v zasebni lasti Fredericka R. Kocha.
Majhen del prizorišča za piknik iz filma Moje pesmi, moje sanje je bil posnet na pobočju vasi Werfen. Julie Andrews in posadka so posneli uvodne posnetke pesmi Do-Re-Mi z gradom Hohenwerfen v ozadju. Hohenwerfen je bil tudi kraj za snemanje filma Where Eagles Dare.
1. avgusta 2009 je bila na reki Salzach pri Werfenu odprta še ena elektrarna Salzburg AG s skupno letno proizvodnjo 76,5 milijona kWh.

## Galerija
- Glavni trg
- Jama Eisriesenwelt
- grad Hohenwerfen
- Zračni pogled